# 張嘉政

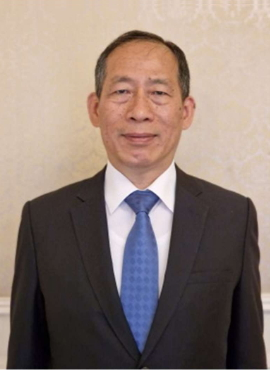
駐愛丁堡辦事處刊登肖像照

張嘉政，中華民國外交官，妻子吳貞宜，育有1女1子。

## 學歷
- 臺北市立建國高級中學[2]
- 國立臺灣大學政治學系學士（1985年）
- 國立臺灣大學政治學研究所碩士（1990年）
- 外交領事人員考試及格（1990年）

## 經歷
- 中華民國陸軍少尉（預備軍官，1985年－1987年）
- 外交部北美司科員（1992年7月－1995年1月）
- 駐美國臺北經濟文化代表處三等秘書、二等秘書（1995年1月－2001年6月）
- 外交部新聞文化司科長（2001年6月－2006年1月）
- 駐美國臺北經濟文化代表處薦任一等秘書、簡任一等秘書、政治組副組長（2006年1月－2012年7月）
- 國家安全會議秘書長辦公室秘書（2012年10月－2014年3月）
- 外交部部長辦公室機要秘書（2014年3月－2016年5月）
- 北美事務協調委員會副秘書長（2016年5月－2018年5月）
- 駐印度台北經濟文化中心組長（2018年5月－2019年7月）
- 駐英國台北代表處政務組組長（2019年7月－2021年6月）
- 駐英國臺北代表處公使銜副代表（2021年6月－2022年9月）
- 駐英國台北代表處愛丁堡辦事處總領事銜處長（2022年9月2日－2023年12月30日）

| 外交職務      | 外交職務                                          | 外交職務      |
| ------------- | ------------------------------------------------- | ------------- |
| 前任： 連建辰 | 中華民國駐愛丁堡處長 2022年9月2日－2023年12月30日 | 繼任： 丁志華 |

## 外部連結
- 張嘉政的Facebook專頁